# Leens
Leens – wieś w Holandii, w prowincji Groningen, w gminie De Marne. Do 1990 r. była siedzibą oddzielnej gminy, następnie połączono ją z gminami Kloosterburen, Ulrum oraz Eenrum i utworzono gminę De Marne.
Miejscowość jest położona na starym rozlewisku, zamieszkanym od epoki żelaza. Budynki stoją na sztucznym wzniesieniu, które dawniej zapobiegało podtopieniom. Wysuszenie bagien jest związane z działalnością Benedyktynów, którzy wznieśli tutaj liczne ochronne groble.